# 氷川神社 (さいたま市見沼区丸ヶ崎町)
氷川神社（ひかわじんじゃ）は、埼玉県さいたま市見沼区の神社。

## 歴史
創建年代は不明である。ただ1698年（元禄11年）の「丸ヶ崎村絵図」に、現在は当社の境内社となっている「鷲宮社」のことと思われる「わしみや」と読める場所が記載されていることから、その頃には既に存在していたものと推測される。そして当社には「正徳五年（1715年）」の銘が入った神鏡があり、「氷河（氷川）大明神」と記されていることから、正徳年間（1711年 - 1716年）までには「氷川社」と称していたものと推測される。
同市同区の多聞院が別当寺であった。多聞院では、当社境内に庵を建てて、担当の僧侶を常駐させるなど、かなりしっかりした神社運営がなされていたという。
1873年（明治6年）、近代社格制度に基づく「村社」に列せられた。

## 交通アクセス
- 東大宮駅より徒歩17分。